# FC Haarlem in het seizoen 1987/88
Het seizoen 1987/1988 was het 34e jaar in het bestaan van de Haarlemse betaaldvoetbalclub FC Haarlem. De club kwam uit in de Eredivisie en eindigde daarin op de negende plaats. Tevens deed de club mee aan het toernooi om de KNVB Beker, hierin werd in de tweede ronde, na strafschoppen, verloren van VVV (2–2).

## Wedstrijdstatistieken

### Eredivisie
|       | Ajax  | AZ    | FC Den Bosch '67 | DS '79 | Feyenoord | Fortuna Sittard | FC Groningen | FC Den Haag | PEC Zwolle '82 | PSV   | Roda JC | Sparta Rotterdam | FC Twente | FC Utrecht | FC Volendam | VVV   | Willem II |
| ----- | ----- | ----- | ---------------- | ------ | --------- | --------------- | ------------ | ----------- | -------------- | ----- | ------- | ---------------- | --------- | ---------- | ----------- | ----- | --------- |
| Thuis | 0 – 0 | 0 – 2 | 2 – 1            | 2 – 0  | 1 – 2     | 0 – 0           | 0 – 1        | 5 – 1       | 0 – 2          | 1 – 2 | 2 – 1   | 1 – 0            | 1 – 5     | 0 – 1      | 4 – 1       | 1 – 0 | 1 – 3     |
| Uit   | 3 – 1 | 2 – 2 | 0 – 1            | 2 – 2  | 0 – 1     | 1 – 2           | 4 – 0        | 0 – 3       | 0 – 1          | 1 – 0 | 4 – 1   | 1 – 0            | 1 – 2     | 2 – 0      | 0 – 0       | 1 – 3 | 2 – 2     |

### KNVB Beker
| 1e ronde                                            | Germania                         | 1 – 2 (0 – 0)                         | FC Haarlem                                |
| 19 september 1987 Plaats: Groesbeek Sportpark Noord | Tonny Heijmans 59' (pen.)        |                                       | 64' Gert-Jan Luesken 89' Raymond Atteveld |
| 2e ronde                                            | VVV                              | 2 – 2 (0 – 0, 2 – 2) Na strafschoppen | FC Haarlem                                |
| 14 november 1987 Plaats: Venlo De Koel              | John Lammers 53' Stan Valckx 88' |                                       | 66' Rini van Roon 74' Cees Baas           |

## Statistieken FC Haarlem 1987/1988

### Eindstand FC Haarlem in de Nederlandse Eredivisie 1987 / 1988
| Stand | Gespeeld | Gewonnen | Gelijk | Verloren | Punten | Doelpunten voor | Doelpunten tegen |
| ----- | -------- | -------- | ------ | -------- | ------ | --------------- | ---------------- |
| 9e    | 34       | 14       | 6      | 14       | 34     | 42              | 46               |

### Topscorers
| #      | Naam             | Goal |
| ------ | ---------------- | ---- |
| 1.     | Rini van Roon    | 14   |
| 2.     | Wout Holverda    | 5    |
| 2.     | Rob Matthaei     | 5    |
| 2.     | André Sitek      | 5    |
| 4.     | Marcel Peeper    | 4    |
| 5.     | Raymond Atteveld | 1    |
| 5.     | Martin Haar      | 1    |
| 5.     | Ortwin Linger    | 1    |
| 5.     | Keith Masefield  | 1    |
| 5.     | Ricardo Moniz    | 1    |
| 5.     | Luc Nijholt      | 1    |
| 5.     | Arthur Numan     | 1    |
| 5.     | Peter van Velzen | 1    |
| 5.     | Chris Verkaik    | 1    |
| Totaal | Totaal           | 42   |

| #      | Naam             | Goal |
| ------ | ---------------- | ---- |
| 1.     | Raymond Atteveld | 1    |
| 1.     | Cees Baas        | 1    |
| 1.     | Gert-Jan Luesken | 1    |
| 1.     | Rini van Roon    | 1    |
| Totaal | Totaal           | 4    |

## Voetnoten
Ajax ·
AZ ·
FC Den Bosch '67 ·
DS '79 ·
Feyenoord ·
Fortuna Sittard ·
FC Groningen ·
FC Den Haag ·
Haarlem ·
PEC Zwolle '82 ·
PSV ·
Roda JC ·
Sparta Rotterdam ·
FC Twente ·
FC Utrecht ·
FC Volendam ·
VVV ·
Willem II